# Political Studies Association
Die Political Studies Association (PSA) ist eine akademische Vereinigung in Großbritannien, die politische Studien sowie die Ausbildung in den Verwaltungswissenschaften fördert. Sie unterhält rund 60 Arbeitsgruppen zu spezifischen Themen (Stand Ende 2020). Ihre Vorsitzende ist seit Februar 2023 Rose Gann.
Die PSA verfolgt das strategische Ziel, bis 2027 die führende britische akademische Vereinigung in den Sozialwissenschaften zu werden. Sie strebt eine internationale Reputation an, dass sie ihre Mitglieder unterstützt, so dass Personen in diesem Wissenschaftsbereich zu der Einschätzung kommen, dass sie Mitglied sein sollten.

## Geschichte
Die PSA wurde am 23./24. März 1950 gegründet, als britische Antwort auf die von der UNESCO 1949 initiierte International Political Science Association. 1951 hatte sie 100 Mitglieder, im Jahr 2000 waren es 800 Vollmitglieder sowie 300 Studierende. Ende 2019 verzeichnete die PSA insgesamt 1821 Mitglieder.

## Veranstaltungen und Publikationen
Die PSA veranstaltet seit ihrer Gründung jährliche Konferenzen. Weiter veröffentlicht sie die Fachpublikationen „Political Insight“, „Political Studies“, Politics, „Political Studies Review“ sowie „British Journal of Politics and International Relations“.

## Jährliche Preise
Die PSA vergibt jährlich eine Reihe von Preisen für verschiedene Zielgruppen:
Preise für Dissertationen
- Walter Bagehot Prize für Themen aus dem Regierungsbereich und öffentlicher Verwaltung
- Sir Ernest Barker Prize für politische Theorie
- Lord Bryce Prize für Comparative Politics
- McDougall Trust Prize für Themen rund um Wahlen, Wahlsysteme und Repräsentation durch Wahlsysteme
- Elizabeth Wiskemann Prize für Themen zu Ungleichheit und Social Justice
- Shirin M. Rai Prize für Themen rund um internationale Beziehungen

Preise für außergewöhnliche wissenschaftliche Ergebnisse
- Joni Lovenduski Prize für Wissenschaftler in der Mitte ihrer Karriere
- Richard Rose Prize für Wissenschaftler am Anfang ihrer Karriere
- Sir Isaiah Berlin Prize für über die Lebenszeit gegebene Beiträge zu politischen Studien
- Political Studies Communicator of the Year für herausragende Leistungen bei der Vermittlung von politischen Ideen und Fakten an Nicht-Akademiker

Preise für Lehre
- Jennie Lee Prize zur Anerkennung von herausragender Lehre
- Sir Bernard Crick Prize zur Anerkennung von herausragender Lehre
- The Outstanding Teaching of Politics in Schools Prize zur Anerkennung von herausragender Lehre an Schulen in der Sekundarstufe

Preise für Gruppen
- Specialist Group of the Year für die Fachgruppe, die herausragende Aufmerksamkeit für Politische Studien erzielt hat und damit die Wirkung der Fachdisziplin erhöht hat
- Specialist Group of the Year für universitäre Vereinigungen, die entscheidende Beiträge zum Verständnis von Politik geleistet haben